# Мартюр
Мартюр — река в России, протекает по территории Троицко-Печорского района Республики Коми. Устье реки находится в 77 км по левому берегу реки Илыч. Длина реки — 79 км, площадь водосборного бассейна — 862 км². В 11 км от устья принимает справа реку Лёкъёль.
Река образуется слиянием рек Асывож и Лунвож примерно в 25 км к юго-востоку от посёлка Приуральский. Всё течение проходит в ненаселённой холмистой тайге на территории Печоро-Илычского заповедника. Генеральное направление течения - северо-запад. В низовьях русло сильно петляет и образует многочисленные старицы. Ширина реки в нижнем течении около 25 м. Впадает в Илыч чуть выше посёлка Приуральский.

## Притоки
- 11 км — река Лёкъёль (пр)
- 14 км — река Мичаёль (лв, в водном реестре — без названия)
- река Сычъёль (лв)

## Данные водного реестра
По данным государственного водного реестра России относится к Двинско-Печорскому бассейновому округу, водохозяйственный участок реки — Печора от истока до водомерного поста у посёлка Шердино, речной подбассейн реки — Бассейны притоков Печоры до впадения Усы. Речной бассейн реки — Печора.